# اچ‌ام‌اس موهاک (اف۳۱)
اچ‌ام‌اس موهاک (اف۳۱) (به انگلیسی: HMS Mohawk (F31)) یک کشتی بود که طول آن ۳۷۷ فوت (۱۱۵ متر) بود. این کشتی در سال ۱۹۳۷ ساخته شد.